# Knoxville (Pensilvânia)
Knoxville é um distrito localizado no estado norte-americano de Pensilvânia, no Condado de Tioga.

## Demografia
Segundo o censo norte-americano de 2000, a sua população era de 617 habitantes.
Em 2006, foi estimada uma população de 593, um decréscimo de 24 (-3.9%).

## Geografia
De acordo com o United States Census Bureau tem uma área de
1,2 km², dos quais 1,2 km² cobertos por terra e 0,0 km² cobertos por água. Knoxville localiza-se a aproximadamente 379 m acima do nível do mar.

## Localidades na vizinhança
O diagrama seguinte representa as localidades num raio de 28 km ao redor de Knoxville.